# Acid homogentizic
Acidul homogentizic (sau homogentisic sau melanic; acidul 2,5-dihidroxifenilacetic) este un compus organic, fiind un derivat de acid fenilacetic dihidroxilic. Se regăsește în mierea de Arbutus unedo.

## Patologia umană
În organismul uman, acumularea acidului homogentizic în exces, precum și a derivatului său oxidat denumit alcapton, este un rezultat al deficitului (de obicei genetic) al enzimei homogentizat 1,2-dioxigenază. Această enzimă este implicată în calea de catabolism al tirozinei obținute prin hidroxilarea fenilalaninei, iar prin deficitul ei cresc nivelele de homogenitizat și derivați, ceea ce duc la dezvoltarea bolii denumite alcaptonurie (boala urinii negre).